# Cardionema ramosissimum
Cardionema ramosissimum là loài thực vật có hoa thuộc họ Cẩm chướng. Loài này được (Weinm.) A. Nelson & J.F. Macbr. mô tả khoa học đầu tiên năm 1913.